# Roel Janssen
Roel Janssen (Venlo, 16 giugno 1990) è un calciatore olandese, difensore svincolato.

## Caratteristiche tecniche
È un terzino sinistro.

## Carriera
È cresciuto nelle giovanili del VVV-Venlo.
Nel 2011 è stato acquistato dal Fortuna Sittard, con cui ha esordito il 23 settembre successivo in un match vinto 2-1 contro l'TOP Oss.
Nel 2016 ha fatto ritorno al VVV-Venlo.

## Statistiche

### Presenze e reti nei club
Statistiche aggiornate al 16 gennaio 2018.
| Stagione               | Squadra                | Campionato             | Campionato | Campionato | Coppe nazionali | Coppe nazionali | Coppe nazionali | Coppe continentali | Coppe continentali | Coppe continentali | Altre coppe | Altre coppe | Altre coppe | Totale | Totale | Totale |
| Stagione               | Squadra                | Comp                   | Pres       | Reti       | Comp            | Pres            | Reti            | Comp               | Pres               | Reti               | Comp        | Pres        | Reti        | Pres   | Reti   |        |
| ---------------------- | ---------------------- | ---------------------- | ---------- | ---------- | --------------- | --------------- | --------------- | ------------------ | ------------------ | ------------------ | ----------- | ----------- | ----------- | ------ | ------ | ------ |
| 2011-2012              | Fortuna Sittard        | EED                    | 8          | 0          | CO              | 1               | 0               |                    | -                  | -                  |             | -           | -           | 9      | 0      |        |
| 2012-2013              | Fortuna Sittard        | EED                    | 27+2       | 0          | CO              | 1               | 0               |                    | -                  | -                  |             | -           | -           | 30     | 0      |        |
| 2013-2014              | Fortuna Sittard        | EED                    | 33+2       | 1+0        | CO              | 1               | 0               |                    | -                  | -                  |             | -           | -           | 36     | 1      |        |
| 2014-2015              | Fortuna Sittard        | EED                    | 34         | 9          | CO              | 2               | 1               |                    | -                  | -                  |             | -           | -           | 36     | 10     |        |
| 2015-2016              | Fortuna Sittard        | EED                    | 29         | 6          | CO              | 1               | 0               |                    | -                  | -                  |             | -           | -           | 30     | 6      |        |
| Totale Fortuna Sittard | Totale Fortuna Sittard | Totale Fortuna Sittard | 135        | 16         |                 | 6               | 1               |                    | -                  | -                  |             | -           | -           | 141    | 17     |        |
| 2016-2017              | VVV-Venlo              | EED                    | 34         | 1          | CO              | 2               | 0               |                    | -                  | -                  |             | -           | -           | 36     | 1      |        |
| 2017-2018              | VVV-Venlo              | ERE                    | 11         | 0          | CO              | 2               | 0               |                    | -                  | -                  |             | -           | -           | 13     | 0      |        |
| Totale carriera        | Totale carriera        | Totale carriera        | 180        | 17         |                 | 10              | 1               |                    | -                  | -                  |             | -           | -           | 190    | 18     |        |

## Palmarès

### Club

#### Competizioni nazionali
- Eerste Divisie: 1

VVV-Venlo: 2016-2017